# Teodor Maghiar
Teodor Maghiar (n. 19 iulie 1936 - d. 26 septembrie 2012) a fost un senator român în legislatura 2000-2004, ales în județul Bihor pe listele partidului PSD. 
Teodor Maghiar a fost validat ca senator pe data de 3 aprilie 2003, când l-a înlocuit pe senatorul Liviu Maior. Teodor Maghiar a demisionat la data de 20 iunie 2004 și a fost înlocuit de senator Doina Bunea. 
Teodor Maghiar a fost rector la Universitatea din Oradea, condamnat pentru fraudă în 2010.

## Distincții
- Ordinul Muncii clasa a II-a (29 aprilie 1983) „pentru contribuția adusă la înfăptuirea politicii partidului și statului de făurire a societății socialiste multilateral dezvoltate în patria noastră și rezultatele deosebite obținute în întrecerea socialistă pentru îndeplinirea și depășirea planului național unic de dezvoltare economico-socială pe anul 1982”[3]